# 大部強頸
強頸直（こわくび の あたい、? - 仁徳天皇11年か）は、古墳時代の人物。『日本書紀』では武蔵人強頸とだけ記される。
仁徳天皇即位11年10月紀によると、天皇が茨田堤を築かせた際、二か所だけ脆くすぐに崩れてしまう箇所があったとされる。その時、神が天皇の夢に現れて「武蔵人の強頸と河内人の茨田連衫子の二人を河伯に祭れば、必ずや塞ぐことができるだろう」と教えた。天皇は教えに従って二人を探し出し河伯に祭った。強頸は泣き悲しんで水に没して死んだとされる。一方、衫子はその才智によって生き長らえ、人身御供とならずに堤は完成した。それ故に、時の人は破断した箇所のことを強頸断間・衫子断間と呼んだとされる。
大阪府大阪市旭区千林一丁目には強頸絶間跡のパネルが設置されている。また、大正5年に作られた強頸絶間の石碑が存在するが、現在は千林二丁目の個人邸内にあり一般公開されていない。